# Urämie
Das Wort Urämie (von lateinisch urina, deutsch ‚Urin‘, und altgriechisch αἷμα haĩma, deutsch ‚Blut‘) bedeutet „Urin im Blut“, also das vermehrte Auftreten harnpflichtiger Substanzen wie Harnstoff im Blut aufgrund fehlender oder ungenügender Nierenfunktion (Niereninsuffizienz).
Die Folge dieser unzureichenden Reinigung des Blutes ist eine Harnvergiftung durch schädliche Harnbestandteile (Urämietoxine, Nephrotoxine). Man spricht auch von der Retentionsurämie und beim Überwiegen von Endprodukten des Stickstoff-Stoffwechsels von der azotämischen Urämie.
Das klinische Vollbild einer Urämie kann akut (5–10 Tage nach akutem Nierenversagen) oder chronisch (sich über Jahre hinweg entwickelnd beim chronischen Nierenversagen) auftreten.
Als Pseudourämie bezeichnete man früher zerebrale Störungen bei chronischer arterieller Hypertonie mit Verwirrungszuständen (wie bei der Zerebralsklerose) auch ohne eine Niereninsuffizienz.

## Ursachen
Zu einer renal bedingten Urämie kann es auf zwei Wegen kommen: Wenn die glomeruläre Filtration abnimmt, wird zu wenig Plasma von den harnpflichtigen Stoffen gereinigt. Ihr Serumspiegel steigt an. Wenn dagegen die tubuläre Rückresorption zunimmt, steigt der Plasmaspiegel der harnpflichtigen Stoffe ebenfalls an. Eine Abnahme der Glomerulären Filtrationsrate kann also ebenso wie ein Anstieg der tubulären Rückresorptionsrate zu einer Urämie führen.
Nicht jede Nierenkrankheit führt zu einer Urämie und nicht jede Urämie beruht auf einer Nierenkrankheit. Hier ist an die extrarenalen Nierensyndrome nach Wilhelm Nonnenbruch zu denken, also an die Niereninsuffizienz auch ohne Nierenkrankheit. Zu erwähnen sind hier zum Beispiel das Kardiorenalsyndrom und das Hepatorenalsyndrom. Nonnenbruch beschrieb 1949 die extrarenale Urämie sogar bei Patienten mit einer Anurie. 1953 wurde in der deutschen Ausgabe der ICD-6 (Internationale statistische Klassifikation der Krankheiten und verwandter Gesundheitsprobleme) die extrarenale Urämie mit N 899 verschlüsselt. Heute wird sie in der ICD-10 mit R 39.2 klassifiziert.
Außerdem führt bei bestimmten Stoffwechselstörungen eine krankhaft vermehrte Bildung von Urämietoxinen unabhängig von der Nierenfunktion ebenfalls zu einer Urämie (Überproduktionsurämie).

## Geschichte
Schon Carl Anton Ewald konnte 1898 in der Real-Encyclopädie der gesammten Heilkunde die einzelnen Symptome der Urämie nicht in Übereinstimmung mit den einzelnen „retinierten Stoffwechselprodukten“ bringen. Bereits 1888 schrieb er: „Aus der Retention der Stoffwechselproducte resultirt die Urämie. Die urämischen Erscheinungen treten am schwersten auf, wo die Retention am grössten ist.“
Isidor Albu schrieb 1900 einen sechsseitigen Aufsatz über die „Harngiftigkeit“. Man spekulierte damals über eine Autointoxikation durch die Harnbestandteile. In zahlreichen Versuchen wurde Kaninchen Menschenurin infundiert, um einen „urotoxischen Coeffizienten des Harns“ zu errechnen. Eine Übertragbarkeit solcher Tierversuchsergebnisse auf den Menschen wurde nicht unterstellt. Über die Schädlichkeit der einzelnen Harngifte, Urotoxine, Urämiegifte oder Nierengifte gab es keine Informationen.
Noch heute vermisst man in der aktuellen Fachliteratur detaillierte Tabellen über die konzentrationsabhängigen unerwünschten Wirkungen der einzelnen Nierengifte.

## Symptome
Klinisch im Vordergrund stehen ein therapieresistenter Juckreiz (urämischer Pruritus) sowie die Zeichen einer Enterokolitis. Diese geht oft mit Problemen des Magen-Darm-Traktes einher wie Übelkeit, Erbrechen sowie Blutungen durch Magenschleimhautentzündung (Gastritis) und Darmentzündung (Colitis). Am Herzen kann eine Urämie eine Herzbeutelentzündung hervorrufen, welche ein mit dem Stethoskop hörbares Herzbeutelreiben verursachen kann. Als Komplikation kann sich wiederum eine Herzinsuffizienz (Herzschwäche) ergeben. Im weiteren Krankheitsverlauf kann eine Hyperkaliämie (Kaliumüberschuss) mit nachfolgenden Herzrhythmusstörungen entstehen. Ein Lungenödem („Wasser in der Lunge“) mit Atemnot und zentraler Zyanose (violetter bis bläulicher Verfärbung der Haut, der Schleimhäute, der Lippen und/oder der Fingernägel) kommt in manchen Fällen vor.
Da Harnstoff in höheren Konzentrationen Nerven schädigen kann, kann es zu neurologischen Störungen wie der urämischen Enzephalopathie (krankhafte Veränderungen des Gehirns) kommen, die von Persönlichkeitsveränderungen, Schlafstörungen, Erregtheitszuständen und einer Verlangsamung bis hin zum Koma reichen können. Auch periphere Nerven können gestört werden, was sich klinisch als Polyneuropathie (Erkrankung des gesamten äußeren Nervensystems) zeigt. Auch die Hämatopoese (Blutbildung) wird gestört, was zur Anämie (Blutarmut) führt. Auffallend ist weiterhin der Geruch der Atemluft nach Harn (Foetor uraemicus) – der aber nur auftritt, wenn ureasehaltige Bakterien im Mund angesiedelt sind.

## Therapie
Eine Urämie als klinisches Bild besteht normalerweise im Stadium IV der chronischen Niereninsuffizienz, deren Behandlung der Besserung der Urämie dient. Therapeutisch steht die Verbesserung der Nierenfunktion im Vordergrund. Bei chronischer Niereninsuffizienz kommen ACE-Hemmer, AT1-Antagonisten und andere Antihypertensiva wie Calciumantagonisten und Beta-Blocker zum Einsatz.
Die im Volksmund auch als „Blutwäsche“ bekannte und erstmals 1924 in Gießen erfolgreich von Georg Haas am Menschen durchgeführte Dialyse (als Hämodialyse, Hämofiltration oder Peritonealdialyse) stellt eine Therapieoption bei fortgeschrittener Niereninsuffizienz dar und wird am Kreatinin-Wert, an der Harnstoffkonzentration im Serum, am Serum-Kalium, -Calcium und -Phosphat und an den klinischen Symptomen festgemacht.
Zudem wurde bislang eine strenge Diät verschrieben, um z. B. eine zu hohe Protein-, Kalium- (durch Obstsäfte, Obst) und Phosphatzufuhr (durch Cola, Pizza) zu vermeiden. Aktuelle Studien stellen aber sowohl den Wert einer strengen Einschränkung der Proteinzufuhr als auch den Wert einer phosphatarmen Diät in Frage.
Bei der extrarenalen Urämie kommt als Alternative zur Nierenersatztherapie neben der Behandlung der Grundkrankheiten auch der Einsatz harntreibender Mittel (Diuretika) in Frage. Alle Diuretika verkleinern iatrogen die tubuläre Rückresorption und vergrößern so die Bildungsrate des Sekundärharns mit entsprechender Ausscheidung auch von Urämietoxinen.
Bei einer krankhaft vermehrten Bildung von Urämietoxinen muss versucht werden, diese Überproduktion durch eine entsprechende Diät, mit Medikamenten oder mit anderen Verfahren zu reduzieren.